# Форест (Огайо)
Форест (англ. Forest) — селище (англ. village) в США, в округах Гардін, Ваяндот і Гардін штату Огайо. Населення — 1350 осіб (2020).

## Географія
Форест розташований за координатами 40°48′23″ пн. ш. 83°30′41″ зх. д. / 40.80639° пн. ш. 83.51139° зх. д. (40.806383, -83.511350).  За даними Бюро перепису населення США в 2010 році селище мало площу 4,16 км², уся площа — суходіл. В 2017 році площа становила 3,81 км², уся площа — суходіл.

## Демографія
Згідно з переписом 2010 року, у селищі мешкала 1461 особа в 550 домогосподарствах у складі 387 родин. Густота населення становила 352 особи/км².  Було 646 помешкань (155/км²).
Расовий склад населення:
| - 98,0 % — білих - 0,4 % — чорних або афроамериканців - 0,1 % — корінних американців |

До двох чи більше рас належало 1,4 %. Частка іспаномовних становила 1,0 % від усіх жителів.
За віковим діапазоном населення розподілялося таким чином: 29,4 % — особи молодші 18 років, 58,7 % — особи у віці 18—64 років, 11,9 % — особи у віці 65 років та старші. Медіана віку мешканця становила 34,2 року. На 100 осіб жіночої статі у селищі припадало 102,1 чоловіків;  на 100 жінок у віці від 18 років та старших — 92,5 чоловіків також старших 18 років.
Середній дохід на одне домашнє господарство  становив 54 633 долари США (медіана — 45 969), а середній дохід на одну сім'ю — 59 286 доларів (медіана — 51 806). Медіана доходів становила 43 333 долари для чоловіків та 30 921 долар для жінок. За межею бідності перебувало 14,3 % осіб, у тому числі 21,4 % дітей у віці до 18 років та 4,8 % осіб у віці 65 років та старших.
Цивільне працевлаштоване населення становило 785 осіб. Основні галузі зайнятості: виробництво — 36,8 %, освіта, охорона здоров'я та соціальна допомога — 18,1 %, роздрібна торгівля — 10,2 %, мистецтво, розваги та відпочинок — 8,9 %.